# Fernie Castle

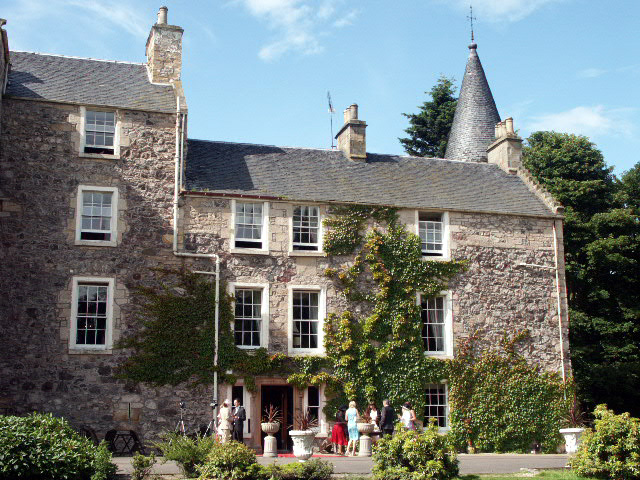
Fernie Castle

Fernie Castle ist ein Herrensitz rund einen Kilometer nordöstlich der schottischen Ortschaft Letham im Nordosten von Fife. Das Haus wurde nach seiner Erbauung im 16. Jahrhundert stark verändert und erweitert, wichtige Ergänzungen im Stil des Scottish Baronials stammen aus dem 19. Jahrhundert.
Der Gebäudekomplex dient seit den 1960er Jahren als Hotel und steht seit dem 1. März 1984 als Listed Building der Kategorie B unter Denkmalschutz.

## Geschichte

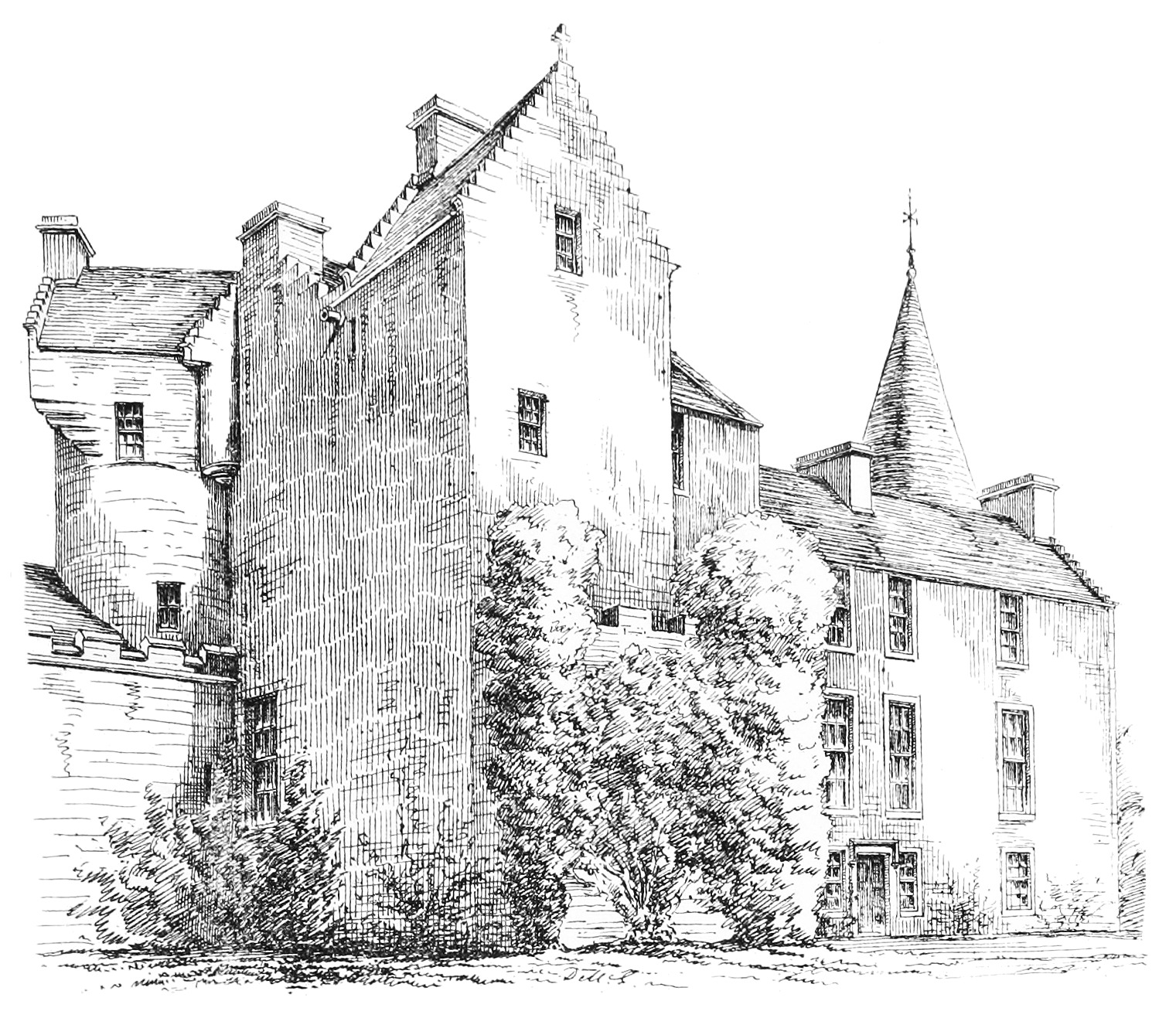
Fernie Castle im 19. Jahrhundert, Ansicht von Südwesten

Möglicherweise stand an diesem Ort schon im 13. Jahrhundert eine Burg, die zu jener Zeit den MacDuffs, Earls of Fife, gehörte. Erste schriftliche Erwähnung fand der Landsitz aber erst im Jahr 1353. Von den MacDuffs kam der Besitz an die Familie Balfour und von dieser im 15. Jahrhundert an die Fernies. Für Andrew Fernie wurden seine Ländereien 1527 zur Baronie erhoben. Seine Familie ließ um 1530 am Ort des heutigen Herrenhauses ein Tower House errichten, das noch während des 16. Jahrhunderts erweitert und erhöht wurde. Am Ende jenes Jahrhunderts besaß Fernie Castle einen T-förmigen Grundriss mit einem viergeschossigen Kern, dem sich im Südwesten ein viereckiger Treppenturm mit fünf Stockwerken und Stufengiebel sowie im Nordwesten ein Rundturm mit vorkragendem, viereckigem Obergeschoss anschlossen. Durch den ungewöhnlichen Rundturm handelte es sich bei dem Grundriss um eine Variante der L-Plan-Architektur.
Von den Fernies kam das Tower House durch Heirat an die Familie Lovell, die es 1586 an die Familie Arnot of Newton verkaufte. Als ein Mitglied der Arnot-Familie im frühen 17. Jahrhundert die Erbin der Balfours of Burleigh heiratete, änderte er seinen Namen in den seiner Frau, sodass die Anlage fortan wieder Balfour-Besitz war. Die Familie fügte dem vorhandenen Gebäude möglicherweise im frühen 18. Jahrhundert an der Ostseite einen dreigeschossigen Anbau hinzu, der fortan den Haupteingang enthielt. Dieser war zuvor im südwestlichen Treppenturm zu finden. Der Anbau umfasste im Erdgeschoss ein Vestibül, während sich im ersten Obergeschoss Repräsentationsräume befanden. Wegen ihrer Beteiligung am Ersten Jakobitenaufstand wurde den Balfourschen Güter – und damit auch Fernie Castle – 1715 konfisziert, doch ein Sohn der Familie, der loyal zum Haus Hannover geblieben war, erhielt den Besitz 1720 wieder zurück.
Um 1815 ließ Francis Balfour of Fernie diverse Ausbauten im Stil des Scottish Baronials vornehmen. So fügte er dem Bau im Westen einen langgestreckten, eingeschossigen Flügel hinzu, der als oberen Abschluss einen Wehrgang mit Zinnen besaß, und setzte dem Treppenturm einen funktionslosen Torbau vor. Sein gleichnamiger Sohn engagierte um 1844 bis 1849 den Architekten Alexander Blyth, um weitere Veränderung an Fernie Castle zu realisieren. Dazu gehörte die Aufstockung des niedrigen Westflügels um ein Geschoss und dessen Ausstattung mit Stufengiebeln. Außerdem ließ Francis an der Nordost-Ecke des Gebäudes einen massiven Rundturm mit Kegeldach errichten und Umgestaltungen in den Repräsentationsräumen vornehmen.

## Beschreibung

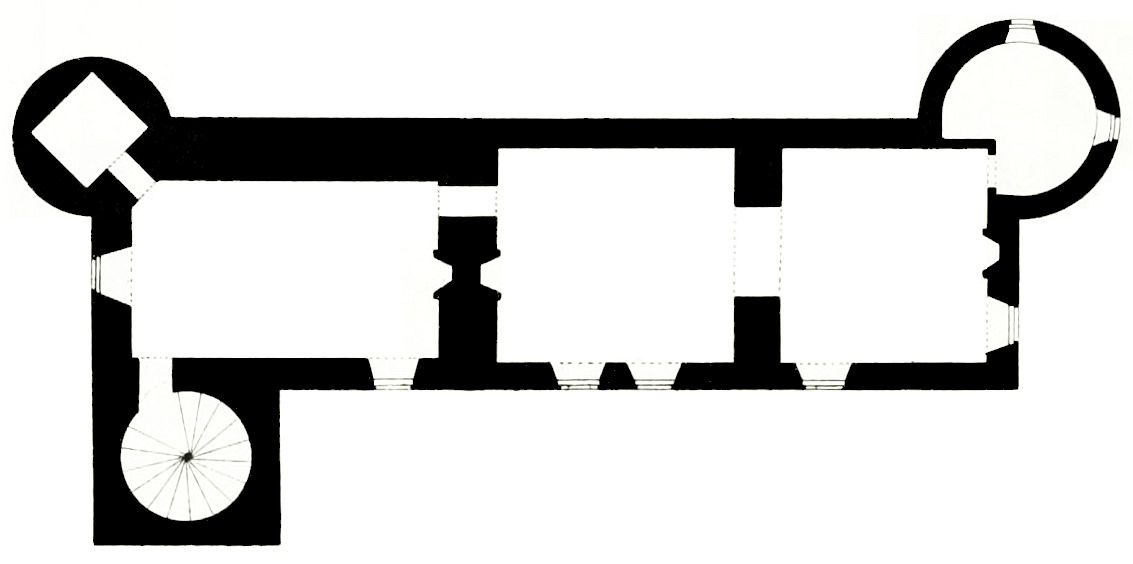
Grundriss der historischen Bausubstanz ohne Anbauten des 19. und 20. Jahrhunderts

Die heutige Anlage entstand aus einem Tower House des 16. Jahrhunderts und ist von 6,9 Hektar Waldflächen umgeben. Ihre komplexe Form resultiert aus ständigen Erweiterungen, Veränderungen und Umbauten im Laufe ihrer Geschichte.
Ältester Teil ist die westliche, 39 × 27 Fuß (ca. 11,9 × 8,2 Meter) messende Partie des Kernbaus mit ihren vier Geschossen. Ihr schließt sich an der Südseite ein kurzer Flügel an, der aus einem angebauten Vierecksturm mit einem Treppenhaus in seinem Inneren besteht. Im Turm befand sich früher der Haupteingang zur Burg. Sein Staffelgiebel ist von einem steinernen Kreuz bekrönt. Diesem einstigen Tower House schließt sich im Osten ein dreigeschossiger Teil aus dem 18. Jahrhundert an. In dessen ersten Obergeschoss ist ein Doppel-Salon aus den 1840er Jahren erhalten. Ein Kamin aus grauem Marmor könnte vielleicht noch von den Umbauten um 1815 stammen. An der Nordseite finden sich diverse Anbauten aus moderner Zeit, darunter ein kreisrunder Ballsaal aus dem späten 20. Jahrhundert, welcher der Nutzung Fernie Castles als Hotel Rechnung trägt. Als nördliches Pendant des südlichen Treppenturms fungierte ein Rundturm, der heutzutage in einen hufeisenförmigen Anbau integriert ist. Die drei Flügel dienten früher zu Wirtschaftszwecken und werden heute als Unterkünfte genutzt.